# Denúncia
A denúncia é a peça acusatória iniciadora da ação penal pública (condicionada ou incondicionada). Consiste na explanação de fatos, com a devida indicação de provas, que constituem, em tese, ilícito penal, junto à manifestação expressa da vontade de que seja aplicada a lei penal a quem é presumivelmente o autor da conduta, a quem se firma a pretensão punitiva.
Por ser de interesse público, a denúncia é promovida necessariamente pelo Ministério Público, sem a necessidade de que o ofendido esteja acompanhado de advogado ou defensor público.

## No Brasil

### Requisitos
O artigo 41 do Código de Processo Penal apresenta que:
Art. 41. A denúncia ou queixa conterá a exposição do fato criminoso, com todas as suas circunstâncias, a qualificação do acusado ou esclarecimentos pelos quais se possa identificá-lo, a classificação do crime e, quando necessário, o rol das testemunhas.
A respeito desses requisitos, vejamos então:
1. Descrição do fato em todas as suas circunstâncias: a descrição deve ser precisa. O autor deve incluir todas as circunstâncias que cercaram o fato, sejam elementares ou até mesmo acidentais, que de alguma forma possam influenciar na apreciação do crime a no estabelecimento da pena. Possível deficiência na narrativa, desde que não impeça a compreensão da acusação, e possível omissão de alguma circunstância acidental, não invalidam a denúncia, podendo a falha ser corrigida até sentença.[2]  As exigências relativas a este requisito atendem à necessidade de se permitir, desde cedo, o exercício da ampla defesa.[3] Em casos de crimes coletivos, Eugênio Pacelli[4] ensina que:

Na hipótese de crimes praticados por mais de um agente, o membro do Ministério Público ou o querelante deverão atentar para a necessidade de se individualizar o máximo possível as ações atribuídas aos acusados, quando não for o caso de conduta realizada de modo uniforme por todos.
1. Qualificação do acusado ou fornecimento de dados que possibilitem sua identificação: Capez[2] infere que qualificar consiste em “apontar o conjunto de qualidades pelas quais se possa identificar o acusado, distinguindo-o das demais pessoas”.   Acerca deste requisito, o artigo 259 do Código de Processo Penal apresenta:

Art. 259. A impossibilidade de identificação do acusado com o seu verdadeiro nome ou outros qualificativos não retardará a ação penal, quando certa a identidade física. A qualquer tempo, no curso do processo, do julgamento ou da execução da sentença, se for descoberta a sua qualificação, far-se-á a retificação, por termo, nos autos, sem prejuízo da validade dos atos precedentes.
Do que se extrai do supracitado artigo, é possível perceber que, desde que seja possível obter-se a identidade física do acusado, com traços característicos, por exemplo, a qualificação se torna prescindível.
1. Classificação jurídica do fato: Fernando Capez[5] explica que “a correta classificação do fato imputado não é requisito essencial da denúncia, pois não vincula o juiz, que poderá dar àquele definição jurídica diversa”. O demandado, inclusive, se defende dos fatos a ele imputados, e não da tipificação legal que em tese se encaixa sua conduta. O jurista Aury Lopes Jr., entretanto, é claro em adotar outro entendimento, vejamos então:Quanto à classificação do crime, pensamos ser um dado muito relevante, pois de pois define os contornos jurídicos da acusação e pauta o trabalho da defesa. Isso porque não podemos mais a essa altura da complexidade que envolve a vida social, o ritual judiciário e a própria Administração da Justiça seguir com a ingênua crença de que “o réu se defende dos fatos narrados e não da tipificação legal”. (...) Assim, entendemos que a denúncia ou queixa não deve ser recebida quando não contiver a classificação do crime ou, ainda, quando o contexto fático destoar completamente da tipificação feita pelo acusador.[6]Fernando Capez conclui ainda que “a classificação jurídica da conduta pode ser alterada até a sentença, quer por aditamento da peça inicial (CPP, art. 569), quer por ato do juiz (CPP, art. 383) ou do Ministério Público (CPP, art. 384)”.[7]
2. Rol de testemunhas (se houver): o arrolamento de testemunhas, conforme o que dispõe o Código de Processo Penal, é facultativo, entretanto, o momento adequado para tal feito, conforme dispõe o art. 41, é na propositura da ação penal, não podendo essa omissão ser suprida depois, por ter incidido em preclusão.[7]
3. Pedido de condenação: Capez[7] ensina que este pedido “não precisa ser expresso, bastando que esteja implícito na peça”.
4. O endereçamento da petição: sendo que o endereçamento enganado não impede o recebimento da denúncia, sendo uma irregularidade sanável com a remessa ou recebimento dos autos pelo juízo (STF, RHC 60.126, DJU, 24 set. 1982, p. 9444).[8]
5. O nome, o cargo e a posição funcional do denunciante.
6. A assinatura do denunciante: a ausência também não invalida a peça, desde que esteja clara a sua autenticidade.[9]

### Omissões
Eventuais omissões podem ser supridas até o momento da sentença, consoante o artigo 569 do Código de Processo Penal:
Art. 569. As omissões da denúncia ou da queixa, da representação, ou, nos processos das contravenções penais, da portaria ou do auto de prisão em flagrante, poderão ser supridas a todo o tempo, antes da sentença final.
Pacelli ressalta, porém, que, “por omissões, devem-se entender aqueles dados que não são essenciais não constantes na denúncia ou queixa, passíveis apenas de esclarecimentos quanto à matéria de fato e de direito (...)”.

### Prazo para denúncia
Em regra, conforme trás o Código de Processo Penal, em seu artigo 46, o prazo para denúncia é de quinze dias, se o indiciado estiver solto, e de cinco dias, se estiver preso. Capez (2012, p. 201) porém, corrobora que “o excesso de prazo não invalida a denúncia, só provocando o relaxamento da prisão, no caso do indiciado preso, bem como imposição de sanção administrativa ao promotor desidioso (...)”. Ademais, o autor completa que o prazo será “de dez dias no caso de crime eleitoral, dois dias para crime contra a economia popular, quarenta e oito horas para abuso de autoridade, e dez dias para crime previsto na Lei de Drogas (cf. art. 54 da Lei n. 11.343/2006)”.

### Rejeição da denúncia
O art. 395 do Código de Processo Penal, com redação determinada pela Lei nº 11. 719/2008, elenca três situações em que a denúncia deverá ser rejeitada, quais sejam: “I – for manifestamente inepta; II – faltar pressuposto processual ou condição para o exercício da ação penal; ou III – faltar justa causa para o exercício da ação penal”.
Por inépcia da denúncia, se compreende a ausência de um dos requisitos do supracitado artigo 41 do Código de Processo Penal.
Por ausência de condição para o exercício da ação penal, Capez explica que seria a ausência de um dos requisitos que subordinam o exercício do direito de ação, quais sejam: a possibilidade jurídica do pedido; o interesse de agir; e a legitimidade para agir.
E por ausência de justa causa para o exercício da ação penal, se entende que consiste na falta de qualquer elemento indiciário da existência do crime ou de sua autoria, ou seja, a justa causa é o interesse de agir, de forma que para ser recebida, a mesma deve vir acompanhada de um suporte probatório que demonstre a verossimilhança da acusação. Nesta decisão de rejeição, Aury Lopes Jr. (2014, p. 296) influi que “caberá o recurso em sentido estrito (...)”.
Ademais, Aury Lopes Jr. ensina ainda que “da decisão que recebe a denúncia ou queixa, como regra não cabe recurso algum”, e que “na falta de previsão legal de recurso, o imputado poderá ajuizar habeas corpus (que não é recurso, senão uma ação) para o trancamento do processo (...)”.

### Recebimento da denúncia
A jurisprudência e a doutrina divergem acerca da necessidade ou não de fundamentação da decisão de recebimento ou não da denúncia. 
Capez entende que "o recebimento da denúncia ou queixa implica escolha judicial entre a aceitação e a recusa da acusação, tendo, por essa razão, conteúdo decisório, a merecer adequada fundamentação".
A jurisprudência, entretanto, conforme os extraídos da obra de Fernando Capez tem entendido que a denúncia não tem carga decisória, de modo que não precisa ser fundamentada até porque isso implicaria em uma antecipação do exame do mérito.